# 張奇文
張奇文，中華民國警察，曾任內政部警政署保安警察第七總隊副總隊長。中央警官學校行政警察學系53期畢業。

## 爭議事件
- 1989年4月7日上午鄭南榕自焚事件中，由擔任台北市警局中山分局民權二派出所主管的張奇文指揮逮捕鄭南榕。當警方攻堅至三樓時，鄭南榕在警方破門前由屋內對警察投擲汽油彈，導致許多員警受傷，在現場採訪過的中華日報記者范立達亦有類似說法[4].   [2024-04-27]. （原始内容存档于2023-04-26）.</ref>。

1989年4月7日上午7:30分，在臺北市政府警察局中山分局分局長王郡以及刑事組組長侯友宜召集相關人員進行值勤前教育，而當時雜誌社內除了鄭南榕一家外還有4名雜誌社員工與5名志工熬夜留宿。其中已經獲得雜誌社辦公室現場圖的警方部署了刑事組組員、消防隊以及霹靂小組前往雜誌社，總共約有200人參與了這次拘捕行動。警方還安排了2組成員在雜誌社附近蒐證，另外還有一組蒐證小組則是隨同拘提組人員行動，而法務部調查局也派人前往現場蒐集情報。到了8:55分時，調查局人員開始同時播打雜誌社的電話表示要訂閱長期雜誌，希望藉此癱瘓電話線路以避免之後雜誌社向支持群眾求援。不過在這之前當時擔任雜誌社總務主任的邱美緣發現中山分局的2部警車於大廈附近後，便立刻向鄭南榕通報警方可能要進行逮捕行動。
之後警方分成兩路行進分別從電梯和樓梯前往三樓雜誌社，期間雜誌社志工陳元芬在從雜誌社離去時於一樓樓梯間遭遇警方，並且馬上被控制行動。但是兩組人馬在撞開門並衝至三樓後，第一時間因為樓梯間加裝一道鐵門而無法入內，在中山分局民權二派出所主管張奇文宣讀拘票內容，第1次沒有回應，不料當第2次大聲宣讀拘票內容的時候，屋裏突然丟出兩顆汽油彈，一顆朝他與王彭，一顆朝另外擠滿了消防隊員的樓梯口，當時站在樓梯口的消防大隊分隊長莫懷祖，臉部立刻嚴重灼傷，另外隊員徐志成、徐源進也因為灼傷嚴重，送醫急救。大火一下子竄了起來，濃煙密佈，張奇文嚴重嗆傷，並吸入過多的一氧化碳，頭暈送醫，離開了現場。兩顆汽油彈，造成17名警消受傷，尤其莫懷祖臉部嚴重灼傷，復健面具戴了好多年，直到今日，臉上傷痕仍可見。</ref>。」
- 2015年7月24日台北市警局中正第一分局局長張奇文半夜帶隊驅離闖入教育部的反黑箱課綱運動成員時，未依照台北市警局的標準作業程序申請新聞聯絡官到現場，擅自留置記者、限制行動、限制通訊，甚至進而逮捕記者，嚴重侵犯新聞自由[5]。隨後臺北地檢署因無證據供起訴，被迫無保請回三名被逮捕的記者。